# 圣波利卡普 (奥德省)
圣波利卡普（法語：Saint-Polycarpe，法語發音：[sɛ̃ pɔlikaʁp] ⓘ）是法国奥德省的一个市镇，属于利穆区。

## 地理
圣波利卡普（43°2'28"N, 2°17'21"E）面积13.81 平方千米，位于法国奧克西塔尼大區奥德省，该省份为法国南部沿海省份，北起塔恩省，西北接上加龙省，西接阿列日省，南至东比利牛斯省，东临地中海，东北与埃罗省接壤。
与圣波利卡普接壤的市镇（或旧市镇、城区）包括：贝尔卡斯泰勒和比克、利穆、泰罗勒、韦拉扎、维拉尔圣昂塞尔姆、维勒巴济。

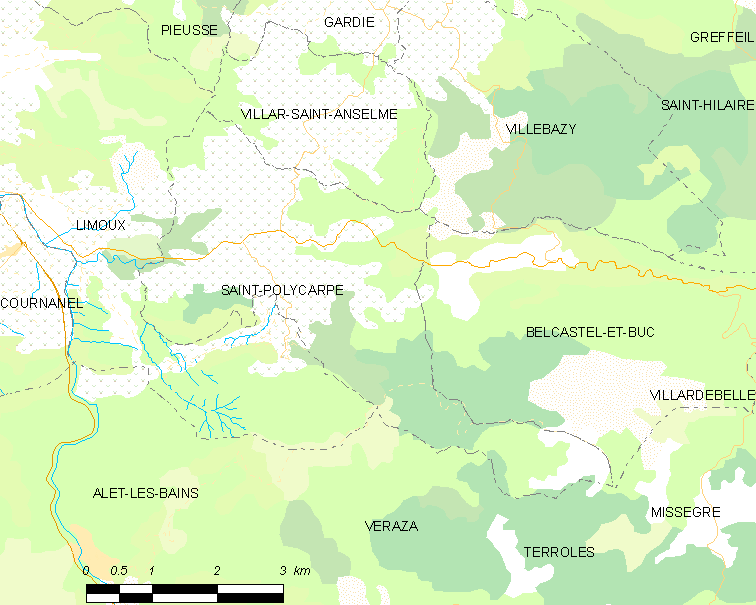
的OSM定位图

圣波利卡普的时区为UTC+01:00、UTC+02:00（夏令时）。

## 行政
圣波利卡普的邮政编码为11300，INSEE市镇编码为11364。

## 政治
圣波利卡普所属的省级选区为利穆地区县。

## 人口

1962-2008年间人口变化图示

圣波利卡普于2022年1月1日时的人口数量为160人。